# Liste der Nummer-eins-Hits in den Rhythmic Airplay Charts (2019)
Dies ist eine Liste der Nummer-eins-Hits in den Rhythmic Airplay Charts im Jahr 2019.

## Singles
| ← 2018 ← | Liste der Nummer-eins-Hits in den Rhythmic Airplay Charts | Liste der Nummer-eins-Hits in den Rhythmic Airplay Charts | Liste der Nummer-eins-Hits in den Rhythmic Airplay Charts | 2020 →                    |
| \| Zeitraum \| Wo. ges. \| Interpret \| Titel Autor(en) \| Zusätzliche Informationen \| \| (Zeitraum, Wochen auf Platz eins, Interpret, Titel, Autor[en], zusätzliche Informationen) \| \| \| \| \| \| ----------------------------------------------------------------------------------------- \| -------- \| ------------------------------------------------ \| ------------------- \| ------------------------- \| \| 29. Dezember 2018 – 11. Januar 2019 2 Wochen (insgesamt 2) \| 2 \| Bad Bunny feat. Drake \| Mia \| – \| \| 12. Januar 2019 – 18. Januar 2019 1 Woche (insgesamt 1) \| 1 \| Kodak Black feat. Travis Scott & Offset \| Zeze \| – \| \| 19. Januar 2019 – 15. Februar 2019 4 Wochen (insgesamt 4) \| 4 \| Post Malone & Swae Lee \| Sunflower \| – \| \| 16. Februar 2019 – 22. Februar 2019 1 Woche (insgesamt 1) \| 1 \| Khalid \| Better \| – \| \| 23. Februar 2019 – 29. März 2019 5 Wochen (insgesamt 5) \| 5 \| Post Malone \| Wow \| – \| \| 30. März 2019 – 12. April 2019 2 Wochen (insgesamt 2) \| 2 \| Meek Mill feat. Drake \| Going Bad \| – \| \| 13. April 2019 – 19. April 2019 1 Woche (insgesamt 1) \| 1 \| Cardi B & Bruno Mars \| Please Me \| – \| \| 20. April 2019 – 3. Mai 2019 2 Wochen (insgesamt 2) \| 2 \| 21 Savage \| A Lot \| – \| \| 4. Mai 2019 – 10. Mai 2019 1 Woche (insgesamt 1) \| 1 \| J. Cole \| Middle Child \| – \| \| 11. Mai 2019 – 17. Mai 2019 1 Woche (insgesamt 2) \| 2 \| Khalid & Disclosure \| Talk \| – \| \| 18. Mai 2019 – 24. Mai 2019 1 Woche (insgesamt 1) \| 1 \| A Boogie wit da Hoodie \| Look Back At It \| – \| \| 25. Mai 2019 – 7. Juni 2019 2 Wochen (insgesamt 3) \| 3 \| Lil Nas X feat. Billy Ray Cyrus \| Old Town Road \| – \| \| 8. Juni 2019 – 21. Juni 2019 2 Wochen (insgesamt 2) \| 2 \| Mustard & Migos \| Pure Water \| – \| \| 22. Juni 2019 – 28. Juni 2019 1 Woche (insgesamt 3) \| 3 \| Lil Nas X feat. Billy Ray Cyrus \| Old Town Road \| – \| \| 29. Juni 2019 – 5. Juli 2019 1 Woche (insgesamt 2) \| 2 \| Khalid & Disclosure \| Talk \| – \| \| 6. Juli 2019 – 12. Juli 2019 1 Woche (insgesamt 1) \| 1 \| City Girls \| Act Up \| – \| \| 13. Juli 2019 – 19. Juli 2019 1 Woche (insgesamt 1) \| 1 \| Travis Scott \| Wake Up \| – \| \| 20. Juli 2019 – 26. Juli 2019 1 Woche (insgesamt 1) \| 1 \| Lil Baby & Gunna \| Close Friends \| – \| \| 27. Juli 2019 – 2. August 2019 1 Woche (insgesamt 3) \| 3 \| Lizzo \| Truth Hurts \| – \| \| 3. August 2019 – 16. August 2019 2 Wochen (insgesamt 4) \| 4 \| Chris Brown feat. Drake \| No Guidance \| – \| \| 17. August 2019 – 30. August 2019 2 Wochen (insgesamt 3) \| 3 \| Lizzo \| Truth Hurts \| – \| \| 31. August 2019 – 20. September 2019 3 Wochen (insgesamt 3) \| 3 \| Drake feat. Rick Ross \| Money In The Grave \| – \| \| 21. September 2019 – 27. September 2019 1 Woche (insgesamt 1) \| 1 \| Post Malone feat. Young Thug \| Goodbyes \| – \| \| 28. September 2019 – 11. Oktober 2019 2 Wochen (insgesamt 2) \| 2 \| Saweetie \| My Type \| – \| \| 12. Oktober 2019 – 18. Oktober 2019 1 Woche (insgesamt 4) \| 4 \| Chris Brown feat. Drake \| No Guidance \| – \| \| 19. Oktober 2019 – 25. Oktober 2019 1 Woche (insgesamt 1) \| 1 \| Lil Tecca \| Ransom \| – \| \| 26. Oktober 2019 – 1. November 2019 1 Woche (insgesamt 1) \| 1 \| Megan Thee Stallion, Nicki Minaj & Ty Dolla Sign \| Hot Girl Summer \| – \| \| 2. November 2019 – 8. November 2019 1 Woche (insgesamt 1) \| 1 \| Lil Nas X \| Panini \| – \| \| 9. November 2019 – 15. November 2019 1 Woche (insgesamt 4) \| 4 \| Chris Brown feat. Drake \| No Guidance \| – \| \| 16. November 2019 – 22. November 2019 1 Woche (insgesamt 1) \| 1 \| Wale feat. Jeremih \| On Chill \| – \| \| 23. November 2019 – 29. November 2019 1 Woche (insgesamt 1) \| 1 \| Chris Brown feat. Gunna \| Heat \| – \| \| 30. November 2019 – 13. Dezember 2019 2 Wochen (insgesamt 2) \| 2 \| Post Malone feat. DaBaby \| Enemies \| – \| \| 14. Dezember 2019 – 20. Dezember 2019 1 Woche (insgesamt 1) \| 1 \| Travis Scott \| Highest in the Room \| – \| \| 21. Dezember 2019 – 27. Dezember 2019 1 Woche (insgesamt 2) \| 2 \| Mustard & Roddy Ricch \| Ballin’ \| – \| \| 28. Dezember 2019 – 17. Januar 2020 3 Wochen (insgesamt 3) \| 3 \| Layton Greene, Lil Baby, City Girls & PnB Rock \| Leave Em Alone \| – \| |                                                           |                                                           |                                                           |                           |
| ← 2018 |                                                           |                                                           |                                                           | → 2020 →                  |
| Zeitraum | Wo. ges.                                                  | Interpret                                                 | Titel Autor(en)                                           | Zusätzliche Informationen |
| (Zeitraum, Wochen auf Platz eins, Interpret, Titel, Autor[en], zusätzliche Informationen) |                                                           |                                                           |                                                           |                           |
| 29. Dezember 2018 – 11. Januar 2019 2 Wochen (insgesamt 2) | 2                                                         | Bad Bunny feat. Drake                                     | Mia                                                       | –                         |
| 12. Januar 2019 – 18. Januar 2019 1 Woche (insgesamt 1) | 1                                                         | Kodak Black feat. Travis Scott & Offset                   | Zeze                                                      | –                         |
| 19. Januar 2019 – 15. Februar 2019 4 Wochen (insgesamt 4) | 4                                                         | Post Malone & Swae Lee                                    | Sunflower                                                 | –                         |
| 16. Februar 2019 – 22. Februar 2019 1 Woche (insgesamt 1) | 1                                                         | Khalid                                                    | Better                                                    | –                         |
| 23. Februar 2019 – 29. März 2019 5 Wochen (insgesamt 5) | 5                                                         | Post Malone                                               | Wow                                                       | –                         |
| 30. März 2019 – 12. April 2019 2 Wochen (insgesamt 2) | 2                                                         | Meek Mill feat. Drake                                     | Going Bad                                                 | –                         |
| 13. April 2019 – 19. April 2019 1 Woche (insgesamt 1) | 1                                                         | Cardi B & Bruno Mars                                      | Please Me                                                 | –                         |
| 20. April 2019 – 3. Mai 2019 2 Wochen (insgesamt 2) | 2                                                         | 21 Savage                                                 | A Lot                                                     | –                         |
| 4. Mai 2019 – 10. Mai 2019 1 Woche (insgesamt 1) | 1                                                         | J. Cole                                                   | Middle Child                                              | –                         |
| 11. Mai 2019 – 17. Mai 2019 1 Woche (insgesamt 2) | 2                                                         | Khalid & Disclosure                                       | Talk                                                      | –                         |
| 18. Mai 2019 – 24. Mai 2019 1 Woche (insgesamt 1) | 1                                                         | A Boogie wit da Hoodie                                    | Look Back At It                                           | –                         |
| 25. Mai 2019 – 7. Juni 2019 2 Wochen (insgesamt 3) | 3                                                         | Lil Nas X feat. Billy Ray Cyrus                           | Old Town Road                                             | –                         |
| 8. Juni 2019 – 21. Juni 2019 2 Wochen (insgesamt 2) | 2                                                         | Mustard & Migos                                           | Pure Water                                                | –                         |
| 22. Juni 2019 – 28. Juni 2019 1 Woche (insgesamt 3) | 3                                                         | Lil Nas X feat. Billy Ray Cyrus                           | Old Town Road                                             | –                         |
| 29. Juni 2019 – 5. Juli 2019 1 Woche (insgesamt 2) | 2                                                         | Khalid & Disclosure                                       | Talk                                                      | –                         |
| 6. Juli 2019 – 12. Juli 2019 1 Woche (insgesamt 1) | 1                                                         | City Girls                                                | Act Up                                                    | –                         |
| 13. Juli 2019 – 19. Juli 2019 1 Woche (insgesamt 1) | 1                                                         | Travis Scott                                              | Wake Up                                                   | –                         |
| 20. Juli 2019 – 26. Juli 2019 1 Woche (insgesamt 1) | 1                                                         | Lil Baby & Gunna                                          | Close Friends                                             | –                         |
| 27. Juli 2019 – 2. August 2019 1 Woche (insgesamt 3) | 3                                                         | Lizzo                                                     | Truth Hurts                                               | –                         |
| 3. August 2019 – 16. August 2019 2 Wochen (insgesamt 4) | 4                                                         | Chris Brown feat. Drake                                   | No Guidance                                               | –                         |
| 17. August 2019 – 30. August 2019 2 Wochen (insgesamt 3) | 3                                                         | Lizzo                                                     | Truth Hurts                                               | –                         |
| 31. August 2019 – 20. September 2019 3 Wochen (insgesamt 3) | 3                                                         | Drake feat. Rick Ross                                     | Money In The Grave                                        | –                         |
| 21. September 2019 – 27. September 2019 1 Woche (insgesamt 1) | 1                                                         | Post Malone feat. Young Thug                              | Goodbyes                                                  | –                         |
| 28. September 2019 – 11. Oktober 2019 2 Wochen (insgesamt 2) | 2                                                         | Saweetie                                                  | My Type                                                   | –                         |
| 12. Oktober 2019 – 18. Oktober 2019 1 Woche (insgesamt 4) | 4                                                         | Chris Brown feat. Drake                                   | No Guidance                                               | –                         |
| 19. Oktober 2019 – 25. Oktober 2019 1 Woche (insgesamt 1) | 1                                                         | Lil Tecca                                                 | Ransom                                                    | –                         |
| 26. Oktober 2019 – 1. November 2019 1 Woche (insgesamt 1) | 1                                                         | Megan Thee Stallion, Nicki Minaj & Ty Dolla Sign          | Hot Girl Summer                                           | –                         |
| 2. November 2019 – 8. November 2019 1 Woche (insgesamt 1) | 1                                                         | Lil Nas X                                                 | Panini                                                    | –                         |
| 9. November 2019 – 15. November 2019 1 Woche (insgesamt 4) | 4                                                         | Chris Brown feat. Drake                                   | No Guidance                                               | –                         |
| 16. November 2019 – 22. November 2019 1 Woche (insgesamt 1) | 1                                                         | Wale feat. Jeremih                                        | On Chill                                                  | –                         |
| 23. November 2019 – 29. November 2019 1 Woche (insgesamt 1) | 1                                                         | Chris Brown feat. Gunna                                   | Heat                                                      | –                         |
| 30. November 2019 – 13. Dezember 2019 2 Wochen (insgesamt 2) | 2                                                         | Post Malone feat. DaBaby                                  | Enemies                                                   | –                         |
| 14. Dezember 2019 – 20. Dezember 2019 1 Woche (insgesamt 1) | 1                                                         | Travis Scott                                              | Highest in the Room                                       | –                         |
| 21. Dezember 2019 – 27. Dezember 2019 1 Woche (insgesamt 2) | 2                                                         | Mustard & Roddy Ricch                                     | Ballin’                                                   | –                         |
| 28. Dezember 2019 – 17. Januar 2020 3 Wochen (insgesamt 3) | 3                                                         | Layton Greene, Lil Baby, City Girls & PnB Rock            | Leave Em Alone                                            | –                         |